# Ildebrando Pizzetti
Ildebrando Pizzetti (Parma, 20 settembre 1880 – Roma, 13 febbraio 1968) è stato un compositore, musicologo e critico musicale italiano.

## Biografia
Nacque a Parma il 20 settembre 1880 da Odoardo, insegnante di pianoforte e maestro di coro, e da Teresa Fava.
Tra il 1891 e il 1895 frequentò il ginnasio classico Lazzaro Spallanzani di Reggio Emilia, durante il quale cominciò ad interessarsi al teatro, scrivendo anche testi per le rappresentazioni teatrali della scuola.
Nel 1896 fu ammesso al conservatorio di Parma, in cui studiò sotto la guida di Telesforo Righi e Giovanni Tebaldini: quest'ultimo gli trasmise l'interesse per la musica italiana antica, specialmente per la polifonia rinascimentale e il canto gregoriano e per autori come Palestrina e Claudio Monteverdi, interessi che Pizzetti seppe sviluppare in numerosi scritti e nella creazione musicale successiva.
Nel 1901 si diplomò in composizione e trovò lavoro come maestro sostituto al teatro Regio di Parma (1901-03) e compose le prime opere teatrali, rimaste per lo più incomplete, o distrutte; nel 1905 poi sposò Maria Stradivari, con la quale ebbe due figli, Maria Teresa (1906) e Bruno (1910).

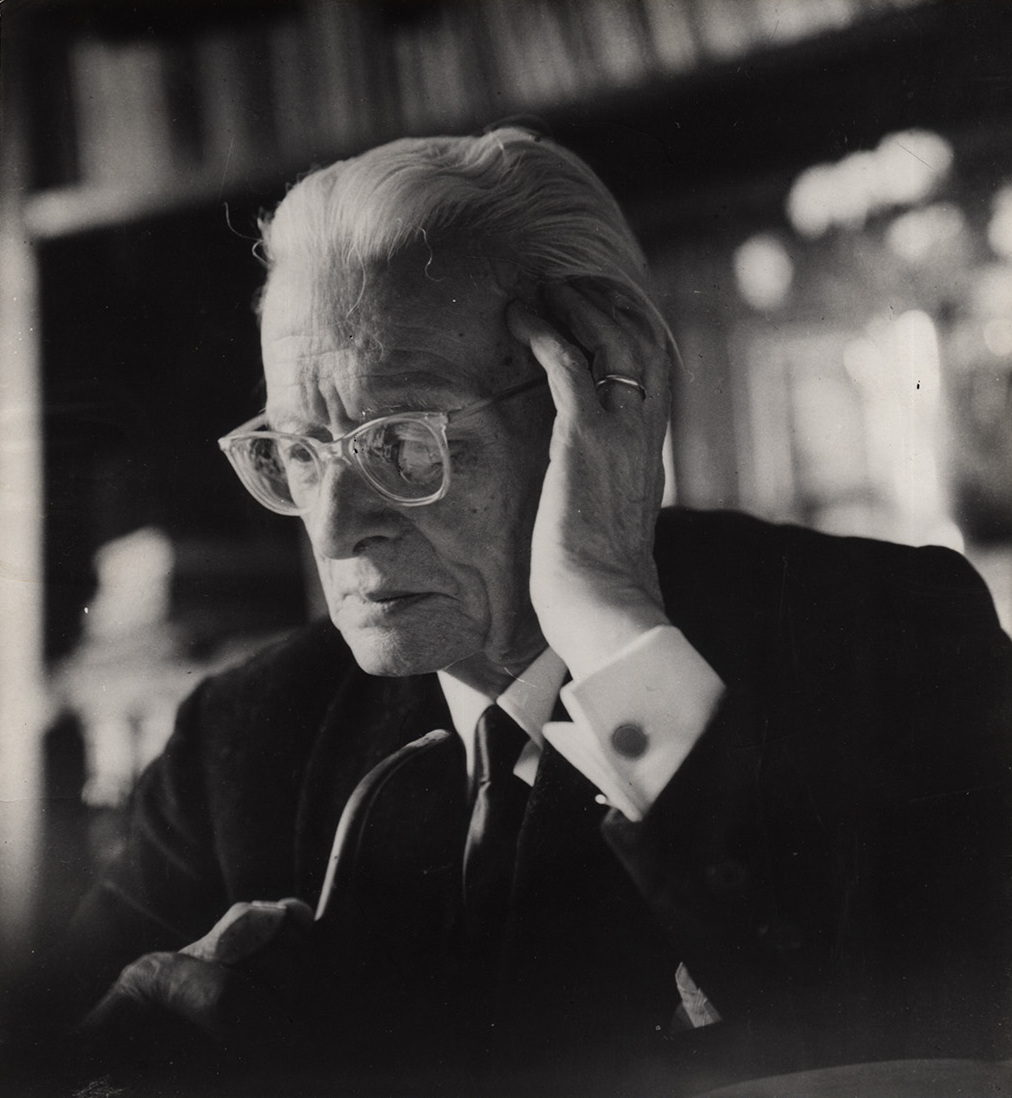
Ildebrando Pizzetti

Nel novembre del 1905 partecipò e vinse al concorso bandito dalla rivista Tirso per le musiche di scena della tragedia La nave di Gabriele D’Annunzio, rappresentata nel novembre 1907.
Tale evento fu di capitale importanza per il compositore: infatti segnò l'inizio della collaborazione e dell'amicizia tra il poeta e Pizzetti, che rimase tanto colpito dalla poetica dannunziana da rimanervi influenzato per tutta la produzione musicale successiva.
Per di più l'incoraggiamento dato dal poeta alla rinascita della musica strumentale in Italia e al recupero della musica antica italiana spinsero Pizzetti a porsi su di un percorso affine a quello di Ottorino Respighi, Alfredo Casella e Gian Francesco Malipiero, compositori che in modi diversi volevano rinnovare la musica italiana e riportarla in una prospettiva europea: siccome nacquero tutti più o meno intorno al 1880, furono ribattezzati "Generazione dell'80". Le opere di Pizzetti ebbero una parte importante in questo processo ed esercitarono una grande influenza sull'attività creativa e sulla vita musicale italiana della prima metà del XX secolo, contribuendo a dare un nuovo orientamento alla musica del paese.
Sotto l'influsso di D'Annunzio (che gli diede il soprannome di "Ildebrando da Parma"), Pizzetti scrisse varie opere strumentali, liriche per canto e pianoforte e musiche di scena che mostrano il recupero della musica antica (soprattutto di autori come Monteverdi), orchestrata in stile moderno, e la predilezione per soggetti romantici, dalla grande ma scarna intensità.
Tali elementi si riassunsero e si definirono meglio nel primo vero successo del compositore, l'opera Fedra, su testo di Gabriele D'Annunzio (dalla tragedia omonima del poeta), rappresentata alla Scala di Milano il 10 marzo 1915: una vocalità drammatica, consistente in un declamato plastico e severo, capace di potenziare i sensi della parola tramite il recupero del "recitar cantando" fiorentino, della polifonia rinascimentale e del canto gregoriano; un'armonia prevalentemente diatonica, con risonanze arcaiche nell'adozione frequente della modalità antica; una struttura tematica intessuta di contrappunti, in cui si addensano le linee dei singoli motivi; un coro con funzione sia dialogica, sia di riflessione e di commento collettivo, avulso dall’azione (come nella tragedia greca) e sostenuto da polifonie austere e ieratiche. Lirica e dramma (identificate rispettivamente con la forma chiusa e con il declamato) si contrappongono quindi in un conflitto tra istinti terreni e aspirazioni spirituali, entro una visione religiosa della vita e dell'arte.
Di conseguenza la sua drammaturgia musicale si allontana dal melodramma "tradizionale", segnatamente da quello verista, ma mantenendo a un tempo ammirazione per il teatro di Giuseppe Verdi: infatti nel suo nuovo linguaggio drammatico la musica e la parola si compenetrano sino a divenire una sola cosa. Si allontana però anche dalle innovazioni musicali più avanzate, poiché rifugge dal cromatismo postwagneriano e da ogni forma di dissoluzione tonale, pur con influenze di Wagner (da cui riprese l'uso del leitmotiv), di Richard Strauss e dell'impressionismo: ciò lo condusse ad un percorso originale e indipendente, ma isolato rispetto al panorama musicale e lontano dai gusti del pubblico.
Il 26 giugno 1907 sarebbe stato iniziato alla Massoneria nella Loggia Alberico Gentili di Parma.
Nel 1908 intanto fu nominato professore di armonia e contrappunto al Conservatorio di Firenze, di cui fu pure direttore dal 1917 al 1923, e dove  ebbe fra gli allievi Mario Castelnuovo-Tedesco. A Firenze collaborò a diversi giornali e periodici, tra cui La Nuova Musica, diretta dal compositore e pianista Edgardo Del Valle de Paz, La Tempra e a La Voce, collaborazione che gli fece conoscere molti esponenti dell'arte e della cultura italiane come Prezzolini, Soffici e De Robertis.
Qui compose Debora e Jaele (1922), considerata il suo capolavoro: il coro assume funzione di protagonista, e compaiono squarci lirici di notevole intensità; a partire da quest'opera, poi, Pizzetti cominciò a scrivere in proprio i libretti. Di questo periodo è anche la Messa di requiem per coro senza accompagnamento (1922-23), in cui lo stile polifonico rinascimentale di Palestrina si fonde con influenze del Requiem di Verdi e con le acquisizioni armoniche del XX secolo.
Nel 1913 si prestò a un esperimento curioso: Giovanni Pastrone lo incaricò di comporre le musiche del primo kolossal cinematografico, Cabiria, per il quale compose la Sinfonia del Fuoco, lasciando il resto dell'opera a Manlio Mazza.
Nel 1924 divenne direttore del Conservatorio Giuseppe Verdi di Milano, mentre nel 1936 divenne docente del corso di alto perfezionamento in composizione presso l'Accademia nazionale di Santa Cecilia in Roma. Fu insegnante apprezzato e richiesto (collaboratore dell'Enciclopedia e dell'Istituto Treccani, particolarmente attivo nei processi di riforma delle istituzioni scolastiche musicali), e fra i suoi allievi – anche solo temporanei – si ricordano i compositori Giulia Recli, Mario Castelnuovo-Tedesco, Virgilio Mortari, Guido Farina, Gianandrea Gavazzeni, Nello Segurini, Nino Rota, Franco Donatoni.
A Milano intanto, nel gennaio 1925, aveva sposato Irene Campiglio (1892-1976), con cui ebbe il terzo figlio, Ippolito, insigne paesaggista (architetto di giardini).
Firmatario del Manifesto degli intellettuali fascisti nel 1925, nel 1939 fu nominato Accademico d'Italia. Ricevette nel 1931 il primo Premio Mussolini per l'opera Debora e Jaele.
Nel periodo romano scrisse varie opere (Fra Gherardo, Lo straniero, Orseolo, L'oro, Vanna Lupa), in cui si presentano segni di crisi e di mancanza di ispirazione, e riescono diseguali e sempre meno al passo coi tempi.
Il culto della vocalità e la tendenza al diatonismo vengono trasferiti anche nella produzione strumentale, specificamente nei suoi due quartetti per archi, nei due trii per pianoforte e archi, e nella sonata per violino e pianoforte. L'elenco delle sue composizioni comprende ancora numerosi concerti come il Concerto dell'estate, i vari Concerti per strumento solista ed orchestra (arpa, violino, violoncello) e i Canti della stagione alta, per pianoforte e orchestra.
In questo periodo si prestò anche a scrivere colonne sonore per i film Scipione l'Africano (1937), I promessi sposi (1941) e Il mulino del Po (1949).

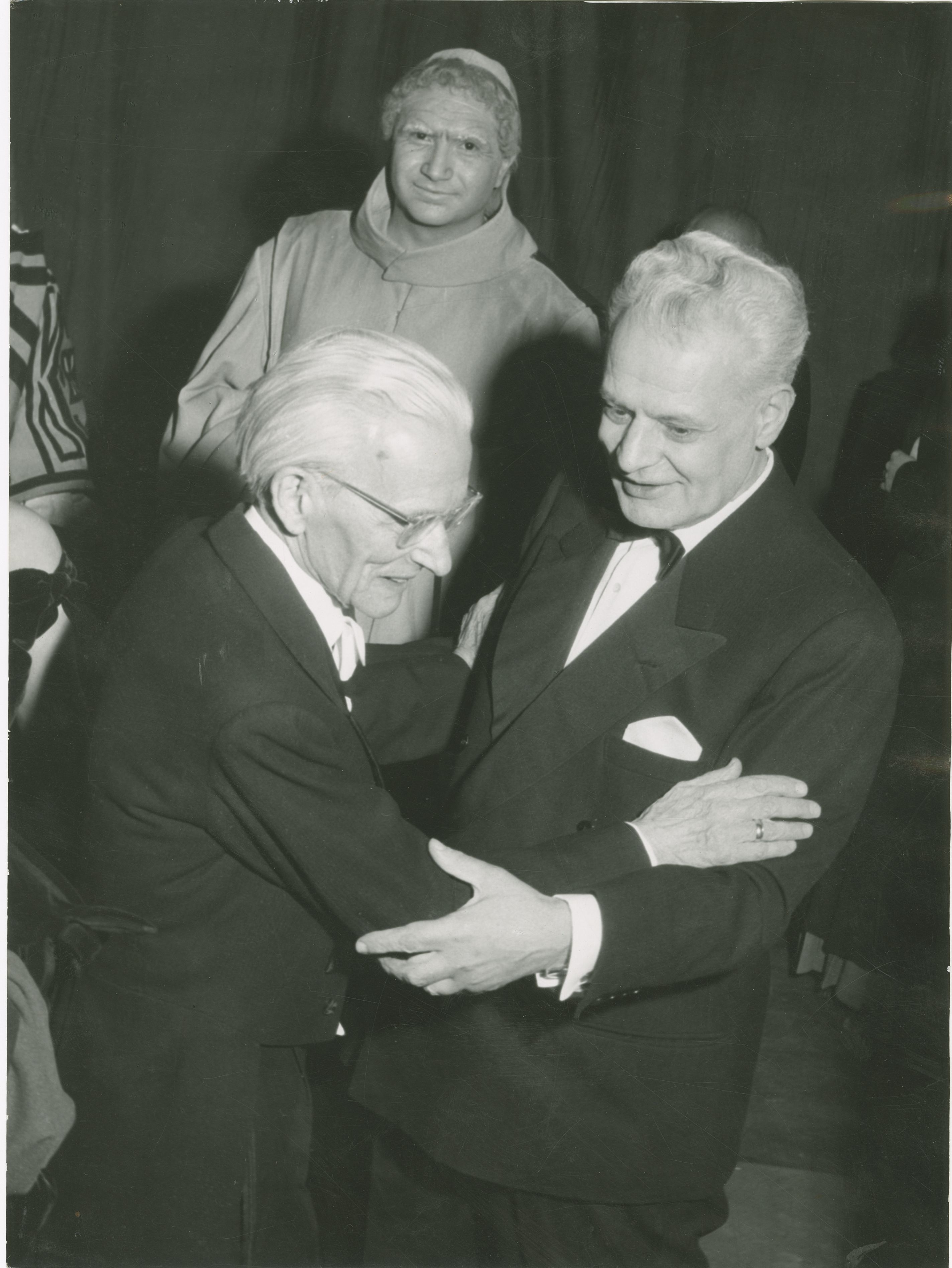
Ildebrando Pizzetti (a sinistra) con il sovrintendente alla Scala di Milano Antonio Ghiringhelli.

Terminata la guerra, compose opere per la radio come Ifigenia (1950) e Cagliostro (1952) e nel 1954 musicò La figlia di Iorio di Gabriele D'Annunzio. Ci fu quindi una ripresa dell'ispirazione musicale, culminata in Assassinio nella cattedrale (1958) dal dramma omonimo di T. S. Eliot: qui si accentua il carattere di sacra rappresentazione (già presente nella tragedia originaria) e il discorso etico del compositore si incarna nel protagonista, Tommaso Becket, in un'atmosfera impregnata di simbolismo e misticismo religioso, che rende il carattere poetico più che drammatico del lavoro teatrale di Eliot.
Clitennestra (1964) fu la sua ultima opera per il teatro musicale.
Morì a Roma il 13 febbraio 1968.

## Composizioni

### Opere liriche
| Titolo                                       | Atti                             | Libretto | Première         | Città, teatro             | Note                                                                               |
| -------------------------------------------- | -------------------------------- | --- | ---------------- | ------------------------- | ---------------------------------------------------------------------------------- |
| Sabina                                       | un atto                          | Annibale Beggi                                                                                                 | 1897             |                           | Non rappresentata. Distrutta                                                       |
| Romeo e Giulietta                            | un atto                          | Ildebrando Pizzetti (Da William Shakespeare)                                                                   | 1899-1900        |                           | Non rappresentata. Distrutta                                                       |
| Il Cid                                       | due atti                         | Annibale Beggi (Da Pierre Corneille)                                                                           | 1903             |                           | Non rappresentata. Distrutta                                                       |
| Lena                                         |                                  | Annibale Beggi                                                                                                 | 1904             |                           | Progetto non realizzato                                                            |
| Aeneas                                       | un prologo e tre atti            | Annibale Beggi                                                                                                 | 1904-1907        |                           | Solo abbozzi                                                                       |
| Mazeppa                                      | tre atti                         | Annibale Beggi                                                                                                 | 1905             |                           | Incompiuta                                                                         |
| Fedra                                        | un atto                          | Mario Silvani (Da Euripide)                                                                                    | 1908             |                           | Incompiuta                                                                         |
| Gigliola                                     | tre atti                         | (Da La fiaccola sotto il moggio di Gabriele D'Annunzio)                                                        | 1914             |                           | Incompiuta                                                                         |
| Fedra                                        | tre atti                         | Gabriele D'Annunzio                                                                                            | 20 marzo 1915    | Milano, Teatro alla Scala |                                                                                    |
| Debora e Jaele                               | tre atti                         | Ildebrando Pizzetti (Dal Libro dei giudici)                                                                    | 16 dicembre 1922 | Milano, Teatro alla Scala |                                                                                    |
| Fra Gherardo                                 | tre atti                         | Ildebrando Pizzetti (Dalle Cronache di Salimbene da Parma)                                                     | 16 maggio 1928   | Milano, Teatro alla Scala |                                                                                    |
| Lo straniero                                 | due atti                         | Ildebrando Pizzetti                                                                                            | 29 aprile 1930   | Roma, Teatro dell'Opera   |                                                                                    |
| Orseolo                                      | tre atti                         | Ildebrando Pizzetti                                                                                            | 4 maggio 1935    | Firenze, Teatro Comunale  |                                                                                    |
| La sacra rappresentazione di Abram e d'Isaac | un atto                          | Onorato Castellino (Da Feo Belcari)                                                                            | 2 ottobre 1937   | Perugia, Teatro Morlacchi | Derivata da precedenti musiche di scena                                            |
| L'oro                                        | tre atti                         | Ildebrando Pizzetti                                                                                            | 2 gennaio 1947   | Milano, Teatro alla Scala |                                                                                    |
| Vanna Lupa                                   | tre atti                         | Ildebrando Pizzetti                                                                                            | 4 maggio 1949    | Firenze, Teatro Comunale  |                                                                                    |
| Ifigenia                                     | un atto                          | Ildebrando Pizzetti e Alberto Perrini                                                                          | 3 ottobre 1950   | Torino, Auditorium RAI    | Première radiofonica. Première scenica: Firenze, Teatro Comunale, 9 maggio 1951    |
| Cagliostro                                   | un prologo, un atto e un epilogo | Ildebrando Pizzetti                                                                                            | 5 novembre 1952  | Milano, Auditorium RAI    | Première radiofonica. Première scenica: Milano, Teatro alla Scala, 24 gennaio 1953 |
| La figlia di Jorio                           | tre atti                         | Gabriele D'Annunzio (rivisto da Ildebrando Pizzetti)                                                           | 4 dicembre 1954  | Napoli, Teatro San Carlo  |                                                                                    |
| Povera gente                                 | un atto                          | Ildebrando Pizzetti                                                                                            | 1956             |                           | Incompiuta                                                                         |
| Assassinio nella cattedrale                  | due atti e un interludio         | Ildebrando Pizzetti (Dalla traduzione di Alberto Castelli di Murder in the cathedral di Thomas Stearns Eliot ) | 1º marzo 1958    | Milano, Teatro alla Scala |                                                                                    |
| Il calzare d'argento                         | due atti                         | Riccardo Bacchelli                                                                                             | 23 marzo 1961    | Milano, Teatro alla Scala |                                                                                    |
| Clitennestra                                 | due atti                         | Ildebrando Pizzetti (Da Orestea di Eschilo e Elettra di Sofocle)                                               | 1º marzo 1965    | Milano, Teatro alla Scala |                                                                                    |

### Musica sinfonica
- Improvviso sinfonico (1897)
- Edipo a Colono (1901)
- Canente (1906)
- Ouverture per una farsa tragica (1911)
- La Pisanella (1919 al Teatro San Carlo di Napoli)
- Concerto dell'estate (1929)
- Rondò veneziano (1930) al Teatro alla Scala di Milano diretta da Arturo Toscanini
- Concerto in do per violoncello e orchestra (1934 al Teatro La Fenice di Venezia)
- Sinfonia in la (1942)
- Concerto per violino e orchestra in la (1944)
- Canzone di beni perduti (1950 al Teatro La Fenice)
- Preludio a un altro giorno (1952)
- Concerto per viola e orchestra (1955, incompiuto)
- Concerto in mi bemolle per arpa e orchestra (1960)

### Musica da camera
- Minuetto per quartetto d'archi (1897)
- Trio in sol minore per pianoforte, violino e violoncello (1900)
- Trio per oboe, corno e pianoforte (1902)
- Notturno per flauto, arpa e quartetto d'archi (1910)
- Quartetto in la maggiore (1920)
- Sonata in la per violino e pianoforte (1920)
- Sonata in fa per violoncello e pianoforte (1923)
- Tre canti per violoncello e pianoforte (1925)
- Trio in la per violino, violoncello e pianoforte (1925)
- Quartetto in re (1933)

### Musica pianistica
- Romanza senza parole (1899)
- Sogno (1905)
- Poemetto romantico (1905)
- Foglio d'album (1908)
- I bimbi dormono (1910)
- Monte Morello sotto la luna (1911)
- Da un autunno già lontano (1912)
- Lento e grave (1915)
- L'ombra (1942)
- Sonata 1942 (1943)
- Canti di ricordanza, su un tema del "Fra Gherardo" (1945)

### Musica vocale
- Ben venga maggio, cantata per soprano, coro e orchestra su testo di Angelo Poliziano (1900)
- I Pastori, lirica per canto e pianoforte su testo dell'omonima lirica dell'Alcyone di Gabriele D'Annunzio (1908; per voce e orchestra: 1939)
- La rappresentazione di Santa Uliva, musiche di scena in 2 "giornate", libretto di Corrado d'Errico (1933) nel Chiostro Grande della Basilica di Santa Croce di Firenze con Rina Morelli, Cesare Bettarini, Memo Benassi, Andreina Pagnani, Ruggero Lupi, Carlo Lombardi, Sarah Ferrati, Nerio Bernardi, Armando Migliari e Giovanni Cimara diretta dal compositore per la regia di Jacques Copeau
- Due inni greci, per soprano, coro e orchestra (1937)
- Inno a Parma, per coro a due voci e orchestra su testo di Renzo Pezzani (1951)
- Epithalamium, cantata per soprano, tenore, coro maschile e orchestra (1963)
- Filiae Jerusalem, adjuro vos, piccola cantata d'amore per soprano, coro femminile e orchestra (1966)
- Missa di Requiem, per sole voci (1922-23)
- Tre sonetti in morte di Madonna Laura su versi di Petrarca per canto a pianoforte, Ricordi 1923. Quel rosignuol che si soave piagne; Levommi il mio pensier in parte; La vita fugge e non s'arresta un'ora.
- Tre canti greci per canto e pianoforte, su parole di canti popolari greci tradotti da Pio Bondioli. Ricordi 1933. 1-Augurio; 2-Mirologio per un bambino; 3-Canzone per ballo.
- Adjuro vos, filiae jerusalem, per canto e pianoforte su testo latino dal "Canticum Canticorum", Ricordi 1933.
- Oscuro è il ciel, per canto e pianoforte su versi di Giacomo Leopardi dal greco di Saffo, Ricordi 1933.
- Tre canzoni su poesie popolari italiane; trascrizione per canto e pianoforte dall'originale per canto e quartetto d'archi. 1-Donna Lombarda; 2-La prigioniera; 3-La pesca dell'anello.

## Scritti
- Niccolò Paganini, Torino, Edizioni Arione, 1940[?]

## Discografia
- Preludio per Fedra, Canti della stagione alta (Concerto per pianoforte e orchestra), Sinfonia del fuoco, Susanna Stefani, pianoforte - Boris Stasenko, baritono -Städtischer Opernchor, Chemnitz - Robert Schumann Philharmonie, direttore: Oleg Caetani; CD Marco Polo 8.225058
- Orchestral Music: Rondò Veneziano; Preludio a un altro giorno; Tre preludi sinfonici per l'Edipo Re; La Pisanella BBC Scottish Symphony Orchestra, direttore: Osmo Vänskä; CD Hyperion A67084
- Messa di Requiem; de Profundis The Choir Of Westminster Cathedral, direttore e organo James O'Donnell; CD Hyperion CDA67017
- Integrale delle opere per pianoforte, Giancarlo Simonacci, Brilliant Classics 2010. Disponibile su http://www.bravomaestro.com/module-mCatalog-view_product-id_product-9626.phtml[collegamento interrotto]

## Onorificenze
Vincitore del Premio Internazionale Feltrinelli assegnatogli nel 1958 dall'Accademia dei Lincei.